# Bad Judge
Bad Judge es una serie de televisión adscrita al género comedia legal cocreada por Chad Kultgen y Anne Heche, que además son productores ejecutivos de la serie, junto con Will Ferrell, Kate Walsh, Adam McKay, Chris Henchy, Betsy Thomas y Jill Sobel Messick para Universal Televisión. La serie, que debutó en la NBC el 2 de octubre de 2014, se emitía los jueves a las 9:00 p. m. (hora del este de Estados Unidos). La NBC canceló la serie el día 31 de octubre del mismo año; de todas formas el canal emitirá la temporada completa de 13 capítulos.

## Argumento
La serie cuenta las crónicas personales (y alocada vida) de Rebecca Wright, una dura jueza que sirve para Los Angeles County Circuit Court, y la cual se pasa su tiempo libre de fiesta y mostrando un estilo de vida desenfadado. Tiene una reputación de temida por Robby Shoemaker, un niño de 8 años al que Rebecca dejó sin padres tras meter a estos en prisión. Puede que este sea el que de un vuelco a la vida de Rebecca.